# Denariusa bandata
Denariusa bandata és una espècie de peix pertanyent a la família dels ambàssids.

## Descripció
- Fa 4,5 cm de llargària màxima (normalment, en fa 3,5).
- 8 espines i 9-10 radis tous a l'aleta dorsal.
- 3 espines i 7-9 radis tous a l'aleta anal.[5][6]

## Reproducció
Assoleix la maduresa sexual al final del seu primer any de vida i es reprodueix durant l'estació humida.

## Alimentació
Menja bàsicament insectes aquàtics i microcrustacis.

## Hàbitat
És un peix d'aigua dolça, demersal i de clima tropical (22 °C-32 °C; 6°S-17°S).

## Distribució geogràfica
Es troba a Papua Nova Guinea i el nord d'Austràlia.

## Longevitat
La seua esperança de vida és de 2-3 anys.

## Observacions
És inofensiu per als humans.